# Rhinocarcinosoma
Rhinocarcinosoma é um gênero de euriptérido, um grupo extinto de artrópodes aquáticos. Fósseis de Rhinocarcinosoma foram encontrados em depósitos do Siluriano Superior nos Estados Unidos, Canadá e Vietnã. O gênero inclui três espécies: as americanas R. cicerops e R. vaningeni e a vietnamita R. dosonensis. O nome genérico deriva do gênero relacionado  Carcinosoma e da palavra em grego ῥινός (rhinós, "nariz"), referindo-se à protrusão em forma de pá na parte frontal da carapaça (placa cefálica), sua característica mais marcante.
Além da protrusão, Rhinocarcinosoma era anatomicamente muito semelhante ao parente próximo  Eusarcana, mas não possuía o télson (divisão posterior do corpo) em forma de escorpião desse gênero. Outras diferenças incluem apêndices mais delgados e uma ornamentação de escamas distinta. Em tamanho, Rhinocarcinosoma era um euriptérido da família Carcinosomatidae [en] de porte médio, com a maior espécie, R. vaningeni, atingindo 39 cm de comprimento.
Diferentemente de outros membros de sua família, Rhinocarcinosoma não é conhecido apenas de ambientes marinhos, mas também de depósitos que foram lagos ou rios. Era adaptado a um estilo de vida bentônico, atuando como necrófago que cavava ou como superpredador, alimentando-se de invertebrados e pequenos peixes.

## Descrição

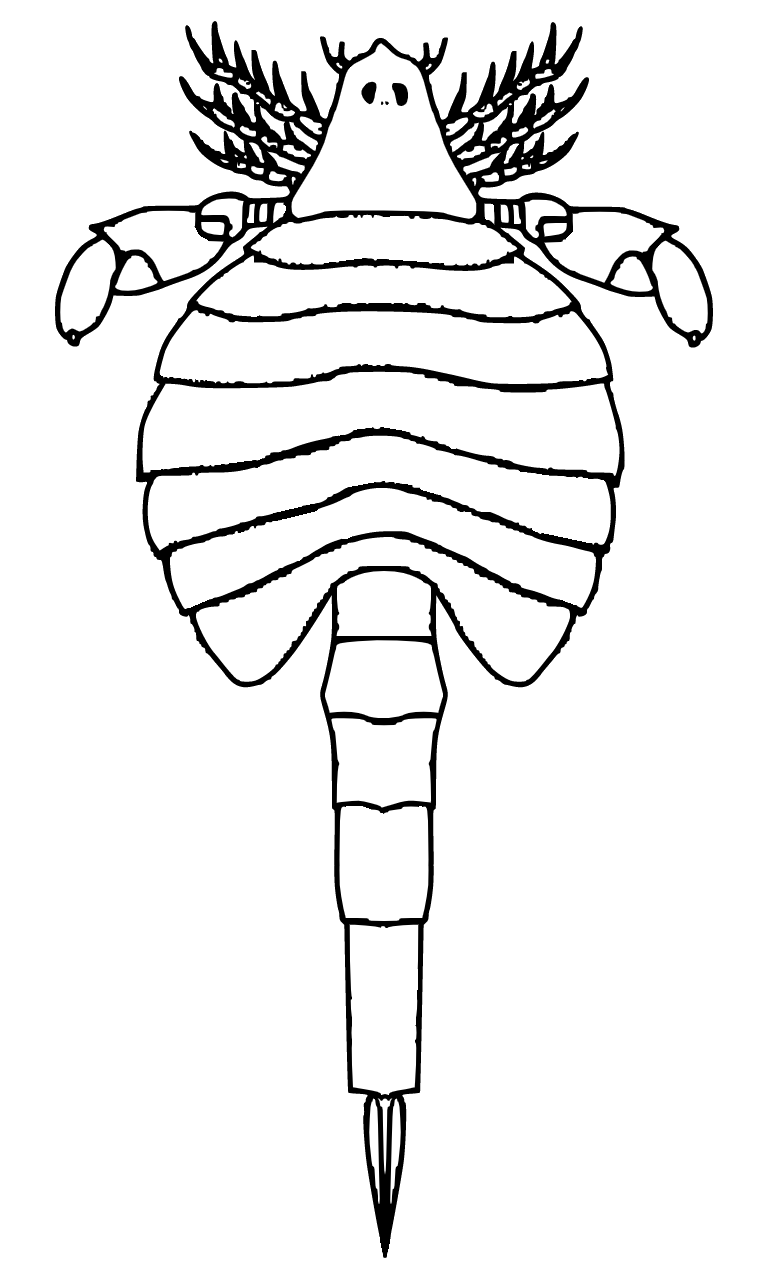
Restauração de R. dosonensis

Rhinocarcinosoma era um euriptérido da família Carcinosomatidae de tamanho médio, com a maior espécie, R. vaningeni, alcançando 39 cm de comprimento e a segunda maior, R. dosonensis, atingindo 22 cm. O contorno corporal, com abdômen largo e pós-abdômen quase tubular, era semelhante ao do gênero relacionado Eusarcana. Seus apêndices, grandes e espinhosos, também eram similares aos de Eusarcana, mas os apêndices mais anteriores de Rhinocarcinosoma eram mais delgados. Embora inicialmente se pensasse que possuía um télson semelhante ao de um escorpião, como Eusarcana, fósseis mais completos de R. dosonensis mostraram que o télson era ligeiramente curvado para cima, mas não escorpioide. Como Eusarcana, Rhinocarcinosoma apresentava escamas ornamentais na carapaça, mas suas escamas eram menores e mais densas. O apêndice genital tipo A (órgão reprodutivo feminino) de Rhinocarcinosoma era mais largo e arredondado que o de Eusarcana.
A característica mais distintiva de Rhinocarcinosoma era a protrusão em forma de pá na parte frontal da carapaça. É possível que essa estrutura fosse usada para cavar. Essa característica é confirmada apenas em R. vaningeni, pois a região correspondente da carapaça não foi preservada em fósseis adultos de R. dosonensis ou R. cicerops (que não possui fósseis adultos conhecidos).
Todas as espécies de Rhinocarcinosoma compartilham outras características da carapaça, como o formato subtriangular, com proporção largura-comprimento de cerca de 3:2, e a protuberância ocelar (onde os ocelos, olhos menores, estavam localizados) centralizada, sendo o ponto mais alto da carapaça. R. cicerops compartilha a posição frontal dos ocelos com R. vaningeni, mas sua protrusão é menos desenvolvida. Seus fósseis, com apenas 4 cm, são os menores, mas, como são de indivíduos imaturos, os adultos podem ter sido mais semelhantes a R. vaningeni. Há a possibilidade, sem sinonimização formal, de que R. cicerops represente filhotes de R. vaningeni.

## História da pesquisa

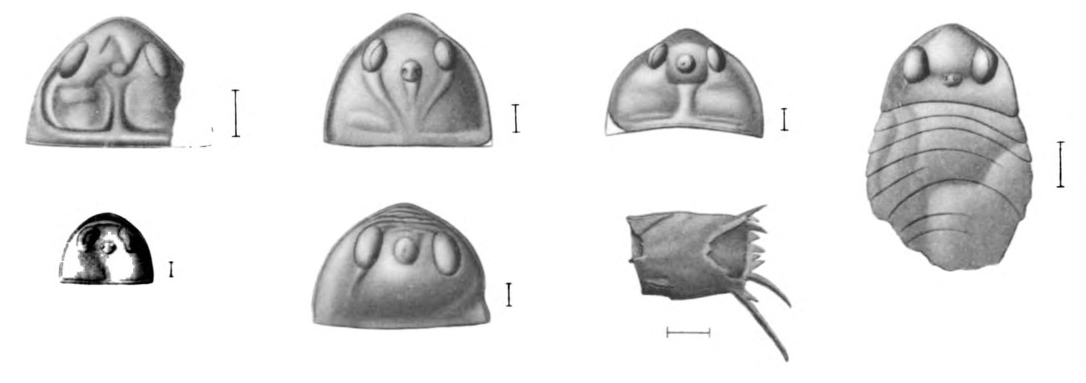
Conjunto de fósseis, principalmente carapaças, de R. cicerops imaturos

Os primeiros fósseis de Rhinocarcinosoma foram encontrados no Xisto de Ilion em Nova York, Estados Unidos, e descritos detalhadamente em The Eurypterida of New York de John Mason Clarke [en] e Rudolf Ruedemann [en], em 1912. A primeira espécie descrita foi R. cicerops, nomeada por Clarke em 1907 como Eurypterus? cicerops, com base em uma carapaça encontrada no arenito de Shawangunk em Otisville [en], Nova York, da idade Llandovery-Ludlow (provavelmente apenas Siluriano Superior, Ludlow). Apesar de imaturo, o fóssil era peculiar pelos olhos compostos desenvolvidos e a protuberância ocelar completa, levando Clarke a criar uma nova espécie.
Em 1912, Clarke e Ruedemann reclassificaram a espécie para o gênero Eusarcus (hoje Eusarcana), como Eusarcus? cicerops, atribuindo outros fósseis de tamanhos variados. A reclassificação, provisória, baseou-se na semelhança da cabeça e abdômen com Eusarcana, especialmente na largura do corpo, carapaça subtriangular e olhos ovais em posição marginal.
R. vaningeni também foi descrita por Clarke e Ruedemann em The Eurypterida of New York, como Eusarcus vaningeni. Considerada "peculiar" e "intrigante", foi baseada em fósseis de Oriskany Creek [en], condado de Oneida, Nova York, de idade Ludlow. Apesar da semelhança com Eusarcus scorpionis (espécie-tipo), a posição dos ocelos entre os olhos e a protrusão em forma de pá eram diferenças significativas. A protrusão menos desenvolvida em R. cicerops e a posição similar dos ocelos foram notadas como semelhanças. Em 1962, Nestor Ivanovich Novozhilov [en] criou o gênero Rhinocarcinosoma para E. vaningeni e E. cicerops, com base na posição dos olhos, forma da carapaça e protrusão frontal. O nome deriva de Carcinosoma e ῥινός ("nariz").
O holótipo de R. dosonensis foi descoberto em 1989 numa pedreira na colina Ngọc Xuyên, península de Dô Son, Vietnã, na formação Dô Son. Inicialmente identificado como membro da ordem Chasmataspidida [en], foi reconhecido como membro da família Carcinosomatidae em 1993. Outros fósseis foram encontrados em novembro de 1993 em duas pedreiras na mesma colina. Rapidamente identificados como Rhinocarcinosoma, esses fósseis levaram à descrição de R. dosonensis em 2002, nomeada pela península. Apesar de não preservarem a protrusão diagnóstica (exceto em filhotes com leve protrusão), foram atribuídos a Rhinocarcinosoma pelo apêndice genital tipo A arredondado, carapaça triangular e apêndices anteriores delgados.
Os fósseis de R. dosonensis são os mais completos do gênero. Diferem de R. cicerops e R. vaningeni por detalhes como a forma da carapaça em filhotes e o metastoma (placa ventral do abdômen), que se expande anteriormente em R. vaningeni, mas mantém tamanho constante em R. dosonensis.
Embora raro, Rhinocarcinosoma também foi encontrado em outros locais, sem atribuição específica. Em 1985, Brian Jones e Erik N. Kjellesvig-Waering referenciaram um cefalotórax mal preservado da formação Leopold [en], ilha Somerset, Canadá, como Rhinocarcinosoma sp. indet., atribuição confirmada posteriormente. Em 1992, Samuel J. Ciurca relatou uma carapaça de Rhinocarcinosoma na formação McKenzie [en], perto de Lock Haven, Pensilvânia.

## Classificação

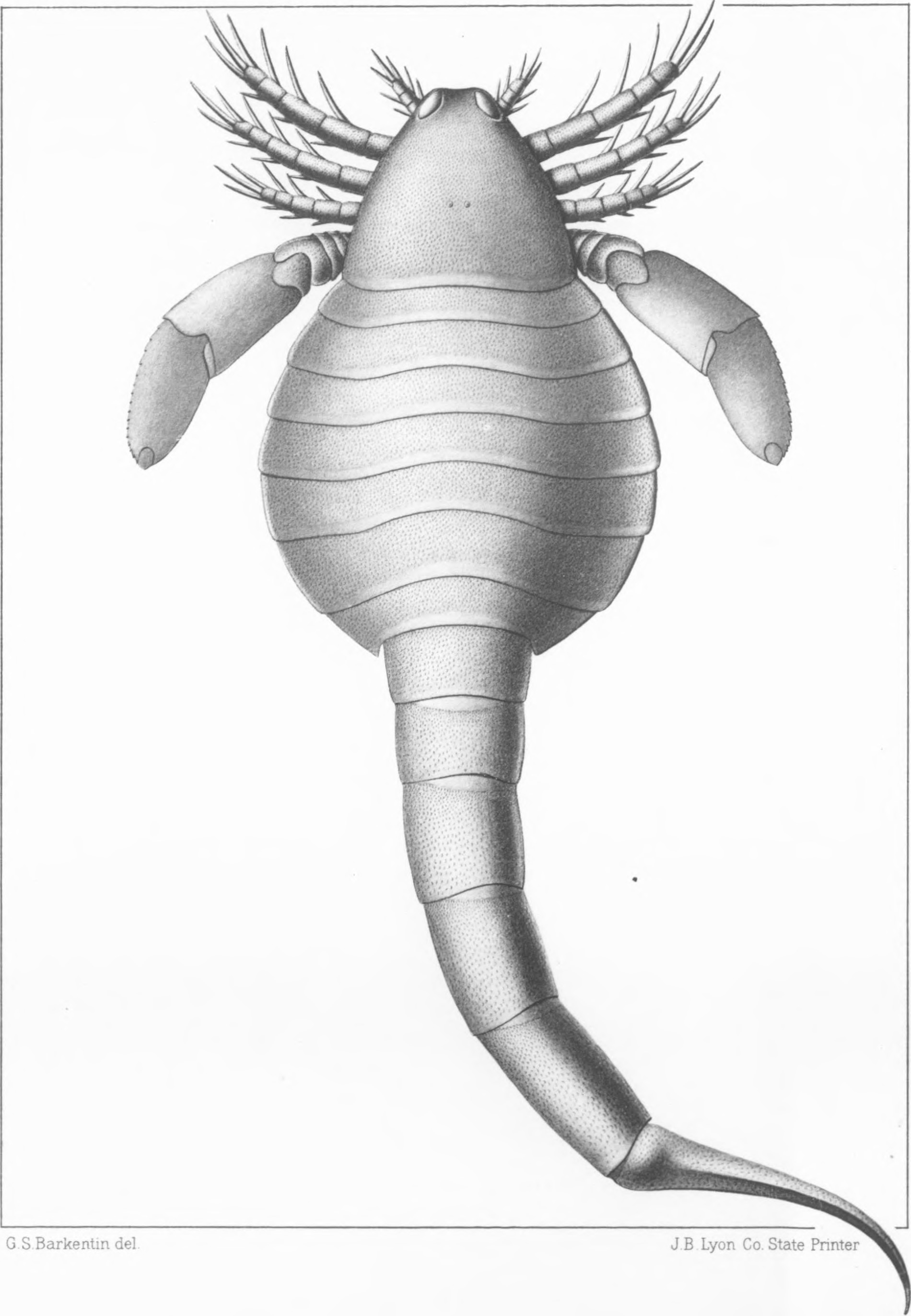
Restauração de Eusarcana, parente próximo de Rhinocarcinosoma.

Rhinocarcinosoma pertence à família Carcinosomatidae [en], dentro da superfamília Carcinosomatoidea [en], ao lado de  Carcinosoma, Eusarcana e possivelmente Holmipterus. O primeiro cladograma abaixo é adaptado de um estudo de 2007 por O. Erik Tetlie, simplificado para mostrar apenas a superfamília Carcinosomatoidea, baseado em análises filogenéticas de 2004 a 2007. O segundo é simplificado de Lamsdell et al. (2015).
|  | Eusarcana scorpionis       |
|  |                            |
|  | Rhinocarcinosoma vaningeni |
|  |                            |

|  | Mixopterus multispinosus                                                   |
|  |                                                                            |
|  | \| \| Mixopterus simonsoni \| \| \| \| \| \| Mixopterus kiaeri \| \| \| \| |
|  |                                                                            |
|  | Mixopterus simonsoni                                                       |
|  |                                                                            |
|  | Mixopterus kiaeri                                                          |
|  |                                                                            |

|  | Mixopterus simonsoni |
|  |                      |
|  | Mixopterus kiaeri    |
|  |                      |

|  | Mixopterus multispinosus                                                   |
|  |                                                                            |
|  | \| \| Mixopterus simonsoni \| \| \| \| \| \| Mixopterus kiaeri \| \| \| \| |
|  |                                                                            |
|  | Mixopterus simonsoni                                                       |
|  |                                                                            |
|  | Mixopterus kiaeri                                                          |
|  |                                                                            |

|  | Mixopterus simonsoni |
|  |                      |
|  | Mixopterus kiaeri    |
|  |                      |

|  | Eusarcana scorpionis       |
|  |                            |
|  | Rhinocarcinosoma vaningeni |
|  |                            |

|  | Mixopterus multispinosus                                                   |
|  |                                                                            |
|  | \| \| Mixopterus simonsoni \| \| \| \| \| \| Mixopterus kiaeri \| \| \| \| |
|  |                                                                            |
|  | Mixopterus simonsoni                                                       |
|  |                                                                            |
|  | Mixopterus kiaeri                                                          |
|  |                                                                            |

|  | Mixopterus simonsoni |
|  |                      |
|  | Mixopterus kiaeri    |
|  |                      |

|  | Mixopterus multispinosus                                                   |
|  |                                                                            |
|  | \| \| Mixopterus simonsoni \| \| \| \| \| \| Mixopterus kiaeri \| \| \| \| |
|  |                                                                            |
|  | Mixopterus simonsoni                                                       |
|  |                                                                            |
|  | Mixopterus kiaeri                                                          |
|  |                                                                            |

|  | Mixopterus simonsoni |
|  |                      |
|  | Mixopterus kiaeri    |
|  |                      |

|  | Eusarcana scorpionis       |
|  |                            |
|  | Rhinocarcinosoma vaningeni |
|  |                            |

|  | Mixopterus multispinosus                                                   |
|  |                                                                            |
|  | \| \| Mixopterus simonsoni \| \| \| \| \| \| Mixopterus kiaeri \| \| \| \| |
|  |                                                                            |
|  | Mixopterus simonsoni                                                       |
|  |                                                                            |
|  | Mixopterus kiaeri                                                          |
|  |                                                                            |

|  | Mixopterus simonsoni |
|  |                      |
|  | Mixopterus kiaeri    |
|  |                      |

|  | Mixopterus multispinosus                                                   |
|  |                                                                            |
|  | \| \| Mixopterus simonsoni \| \| \| \| \| \| Mixopterus kiaeri \| \| \| \| |
|  |                                                                            |
|  | Mixopterus simonsoni                                                       |
|  |                                                                            |
|  | Mixopterus kiaeri                                                          |
|  |                                                                            |

|  | Mixopterus simonsoni |
|  |                      |
|  | Mixopterus kiaeri    |
|  |                      |

|  | Eusarcana scorpionis       |
|  |                            |
|  | Rhinocarcinosoma vaningeni |
|  |                            |

|  | Mixopterus multispinosus                                                   |
|  |                                                                            |
|  | \| \| Mixopterus simonsoni \| \| \| \| \| \| Mixopterus kiaeri \| \| \| \| |
|  |                                                                            |
|  | Mixopterus simonsoni                                                       |
|  |                                                                            |
|  | Mixopterus kiaeri                                                          |
|  |                                                                            |

|  | Mixopterus simonsoni |
|  |                      |
|  | Mixopterus kiaeri    |
|  |                      |

|  | Mixopterus multispinosus                                                   |
|  |                                                                            |
|  | \| \| Mixopterus simonsoni \| \| \| \| \| \| Mixopterus kiaeri \| \| \| \| |
|  |                                                                            |
|  | Mixopterus simonsoni                                                       |
|  |                                                                            |
|  | Mixopterus kiaeri                                                          |
|  |                                                                            |

|  | Mixopterus simonsoni |
|  |                      |
|  | Mixopterus kiaeri    |
|  |                      |

|  | Eusarcana scorpionis       |
|  |                            |
|  | Rhinocarcinosoma vaningeni |
|  |                            |

|  | Mixopterus multispinosus                                                   |
|  |                                                                            |
|  | \| \| Mixopterus simonsoni \| \| \| \| \| \| Mixopterus kiaeri \| \| \| \| |
|  |                                                                            |
|  | Mixopterus simonsoni                                                       |
|  |                                                                            |
|  | Mixopterus kiaeri                                                          |
|  |                                                                            |

|  | Mixopterus simonsoni |
|  |                      |
|  | Mixopterus kiaeri    |
|  |                      |

|  | Mixopterus multispinosus                                                   |
|  |                                                                            |
|  | \| \| Mixopterus simonsoni \| \| \| \| \| \| Mixopterus kiaeri \| \| \| \| |
|  |                                                                            |
|  | Mixopterus simonsoni                                                       |
|  |                                                                            |
|  | Mixopterus kiaeri                                                          |
|  |                                                                            |

|  | Mixopterus simonsoni |
|  |                      |
|  | Mixopterus kiaeri    |
|  |                      |

|  | Eusarcana scorpionis       |
|  |                            |
|  | Rhinocarcinosoma vaningeni |
|  |                            |

|  | Mixopterus multispinosus                                                   |
|  |                                                                            |
|  | \| \| Mixopterus simonsoni \| \| \| \| \| \| Mixopterus kiaeri \| \| \| \| |
|  |                                                                            |
|  | Mixopterus simonsoni                                                       |
|  |                                                                            |
|  | Mixopterus kiaeri                                                          |
|  |                                                                            |

|  | Mixopterus simonsoni |
|  |                      |
|  | Mixopterus kiaeri    |
|  |                      |

|  | Mixopterus multispinosus                                                   |
|  |                                                                            |
|  | \| \| Mixopterus simonsoni \| \| \| \| \| \| Mixopterus kiaeri \| \| \| \| |
|  |                                                                            |
|  | Mixopterus simonsoni                                                       |
|  |                                                                            |
|  | Mixopterus kiaeri                                                          |
|  |                                                                            |

|  | Mixopterus simonsoni |
|  |                      |
|  | Mixopterus kiaeri    |
|  |                      |

|  | Eusarcana scorpionis       |
|  |                            |
|  | Rhinocarcinosoma vaningeni |
|  |                            |

|  | Mixopterus multispinosus                                                   |
|  |                                                                            |
|  | \| \| Mixopterus simonsoni \| \| \| \| \| \| Mixopterus kiaeri \| \| \| \| |
|  |                                                                            |
|  | Mixopterus simonsoni                                                       |
|  |                                                                            |
|  | Mixopterus kiaeri                                                          |
|  |                                                                            |

|  | Mixopterus simonsoni |
|  |                      |
|  | Mixopterus kiaeri    |
|  |                      |

|  | Mixopterus multispinosus                                                   |
|  |                                                                            |
|  | \| \| Mixopterus simonsoni \| \| \| \| \| \| Mixopterus kiaeri \| \| \| \| |
|  |                                                                            |
|  | Mixopterus simonsoni                                                       |
|  |                                                                            |
|  | Mixopterus kiaeri                                                          |
|  |                                                                            |

|  | Mixopterus simonsoni |
|  |                      |
|  | Mixopterus kiaeri    |
|  |                      |

|  | Eusarcana scorpionis       |
|  |                            |
|  | Rhinocarcinosoma vaningeni |
|  |                            |

|  | Mixopterus multispinosus                                                   |
|  |                                                                            |
|  | \| \| Mixopterus simonsoni \| \| \| \| \| \| Mixopterus kiaeri \| \| \| \| |
|  |                                                                            |
|  | Mixopterus simonsoni                                                       |
|  |                                                                            |
|  | Mixopterus kiaeri                                                          |
|  |                                                                            |

|  | Mixopterus simonsoni |
|  |                      |
|  | Mixopterus kiaeri    |
|  |                      |

|  | Mixopterus multispinosus                                                   |
|  |                                                                            |
|  | \| \| Mixopterus simonsoni \| \| \| \| \| \| Mixopterus kiaeri \| \| \| \| |
|  |                                                                            |
|  | Mixopterus simonsoni                                                       |
|  |                                                                            |
|  | Mixopterus kiaeri                                                          |
|  |                                                                            |

|  | Mixopterus simonsoni |
|  |                      |
|  | Mixopterus kiaeri    |
|  |                      |

|  | Carcinosoma newlini  |
|  |                      |
|  | Carcinosoma libertyi |
|  |                      |

|  | Eusarcana acrocephalus |
|  |                        |
|  | Eusarcana scorpionis   |
|  |                        |

|  | Carcinosoma newlini  |
|  |                      |
|  | Carcinosoma libertyi |
|  |                      |

|  | Eusarcana acrocephalus |
|  |                        |
|  | Eusarcana scorpionis   |
|  |                        |

|  | Carcinosoma newlini  |
|  |                      |
|  | Carcinosoma libertyi |
|  |                      |

|  | Eusarcana acrocephalus |
|  |                        |
|  | Eusarcana scorpionis   |
|  |                        |

|  | Carcinosoma newlini  |
|  |                      |
|  | Carcinosoma libertyi |
|  |                      |

|  | Eusarcana acrocephalus |
|  |                        |
|  | Eusarcana scorpionis   |
|  |                        |

|  | Carcinosoma newlini  |
|  |                      |
|  | Carcinosoma libertyi |
|  |                      |

|  | Eusarcana acrocephalus |
|  |                        |
|  | Eusarcana scorpionis   |
|  |                        |

|  | Carcinosoma newlini  |
|  |                      |
|  | Carcinosoma libertyi |
|  |                      |

|  | Eusarcana acrocephalus |
|  |                        |
|  | Eusarcana scorpionis   |
|  |                        |

|  | Carcinosoma newlini  |
|  |                      |
|  | Carcinosoma libertyi |
|  |                      |

|  | Eusarcana acrocephalus |
|  |                        |
|  | Eusarcana scorpionis   |
|  |                        |

|  | Carcinosoma newlini  |
|  |                      |
|  | Carcinosoma libertyi |
|  |                      |

|  | Eusarcana acrocephalus |
|  |                        |
|  | Eusarcana scorpionis   |
|  |                        |

|  | Carcinosoma newlini  |
|  |                      |
|  | Carcinosoma libertyi |
|  |                      |

|  | Eusarcana acrocephalus |
|  |                        |
|  | Eusarcana scorpionis   |
|  |                        |

|  | Carcinosoma newlini  |
|  |                      |
|  | Carcinosoma libertyi |
|  |                      |

|  | Eusarcana acrocephalus |
|  |                        |
|  | Eusarcana scorpionis   |
|  |                        |

|  | Carcinosoma newlini  |
|  |                      |
|  | Carcinosoma libertyi |
|  |                      |

|  | Eusarcana acrocephalus |
|  |                        |
|  | Eusarcana scorpionis   |
|  |                        |

|  | Carcinosoma newlini  |
|  |                      |
|  | Carcinosoma libertyi |
|  |                      |

|  | Eusarcana acrocephalus |
|  |                        |
|  | Eusarcana scorpionis   |
|  |                        |

|  | Carcinosoma newlini  |
|  |                      |
|  | Carcinosoma libertyi |
|  |                      |

|  | Eusarcana acrocephalus |
|  |                        |
|  | Eusarcana scorpionis   |
|  |                        |

|  | Carcinosoma newlini  |
|  |                      |
|  | Carcinosoma libertyi |
|  |                      |

|  | Eusarcana acrocephalus |
|  |                        |
|  | Eusarcana scorpionis   |
|  |                        |

|  | Carcinosoma newlini  |
|  |                      |
|  | Carcinosoma libertyi |
|  |                      |

|  | Eusarcana acrocephalus |
|  |                        |
|  | Eusarcana scorpionis   |
|  |                        |

|  | Carcinosoma newlini  |
|  |                      |
|  | Carcinosoma libertyi |
|  |                      |

|  | Eusarcana acrocephalus |
|  |                        |
|  | Eusarcana scorpionis   |
|  |                        |

|  | Carcinosoma newlini  |
|  |                      |
|  | Carcinosoma libertyi |
|  |                      |

|  | Eusarcana acrocephalus |
|  |                        |
|  | Eusarcana scorpionis   |
|  |                        |

|  | Carcinosoma newlini  |
|  |                      |
|  | Carcinosoma libertyi |
|  |                      |

|  | Eusarcana acrocephalus |
|  |                        |
|  | Eusarcana scorpionis   |
|  |                        |

|  | Carcinosoma newlini  |
|  |                      |
|  | Carcinosoma libertyi |
|  |                      |

|  | Eusarcana acrocephalus |
|  |                        |
|  | Eusarcana scorpionis   |
|  |                        |

|  | Carcinosoma newlini  |
|  |                      |
|  | Carcinosoma libertyi |
|  |                      |

|  | Eusarcana acrocephalus |
|  |                        |
|  | Eusarcana scorpionis   |
|  |                        |

|  | Carcinosoma newlini  |
|  |                      |
|  | Carcinosoma libertyi |
|  |                      |

|  | Eusarcana acrocephalus |
|  |                        |
|  | Eusarcana scorpionis   |
|  |                        |

|  | Carcinosoma newlini  |
|  |                      |
|  | Carcinosoma libertyi |
|  |                      |

|  | Eusarcana acrocephalus |
|  |                        |
|  | Eusarcana scorpionis   |
|  |                        |

|  | Carcinosoma newlini  |
|  |                      |
|  | Carcinosoma libertyi |
|  |                      |

|  | Eusarcana acrocephalus |
|  |                        |
|  | Eusarcana scorpionis   |
|  |                        |

|  | Carcinosoma newlini  |
|  |                      |
|  | Carcinosoma libertyi |
|  |                      |

|  | Eusarcana acrocephalus |
|  |                        |
|  | Eusarcana scorpionis   |
|  |                        |

|  | Carcinosoma newlini  |
|  |                      |
|  | Carcinosoma libertyi |
|  |                      |

|  | Eusarcana acrocephalus |
|  |                        |
|  | Eusarcana scorpionis   |
|  |                        |

|  | Carcinosoma newlini  |
|  |                      |
|  | Carcinosoma libertyi |
|  |                      |

|  | Eusarcana acrocephalus |
|  |                        |
|  | Eusarcana scorpionis   |
|  |                        |

|  | Carcinosoma newlini  |
|  |                      |
|  | Carcinosoma libertyi |
|  |                      |

|  | Eusarcana acrocephalus |
|  |                        |
|  | Eusarcana scorpionis   |
|  |                        |

|  | Carcinosoma newlini  |
|  |                      |
|  | Carcinosoma libertyi |
|  |                      |

|  | Eusarcana acrocephalus |
|  |                        |
|  | Eusarcana scorpionis   |
|  |                        |

|  | Carcinosoma newlini  |
|  |                      |
|  | Carcinosoma libertyi |
|  |                      |

|  | Eusarcana acrocephalus |
|  |                        |
|  | Eusarcana scorpionis   |
|  |                        |

|  | Carcinosoma newlini  |
|  |                      |
|  | Carcinosoma libertyi |
|  |                      |

|  | Eusarcana acrocephalus |
|  |                        |
|  | Eusarcana scorpionis   |
|  |                        |

|  | Carcinosoma newlini  |
|  |                      |
|  | Carcinosoma libertyi |
|  |                      |

|  | Eusarcana acrocephalus |
|  |                        |
|  | Eusarcana scorpionis   |
|  |                        |

|  | Carcinosoma newlini  |
|  |                      |
|  | Carcinosoma libertyi |
|  |                      |

|  | Eusarcana acrocephalus |
|  |                        |
|  | Eusarcana scorpionis   |
|  |                        |

## Paleoecologia

Comparação do tamanho das três espécies de Rhinocarcinosoma com uma mão humana

Euriptéridos da família Carcinosomatidae como Rhinocarcinosoma eram dos mais marinhos entre os euriptéridos, conhecidos de depósitos que foram recifes, alguns em ambientes de lagunas, e águas mais profundas. Diferentemente de outros membros de sua família, fósseis de Rhinocarcinosoma também ocorrem em ambientes não marinhos, como rios e lagos. A protrusão em forma de pá sugere um estilo de vida bentônico, "revolvendo a lama". A redução das pás natatórias, comparada a parentes como Carcinosoma, reforça essa adaptação. Rhinocarcinosoma provavelmente era um superpredador, cavando para capturar presas ou planejando emboscadas, ou um necrófago, buscando restos. Seu tamanho sugere que se alimentava de vermes, artrópodes, membros da ordem Lingulida [en] e pequenos peixes, usando apêndices espinhosos para levar comida à boca.
Em Otisville, onde R. cicerops foi encontrado, também ocorrem euriptéridos como Hughmilleria shawangunk, Nanahughmilleria clarkei, Ruedemannipterus [en] stylonuroides, Erettopterus globiceps, Hardieopterus [en] myops, Kiaeropterus [en] otisius e Ctenopterus [en] cestrotus, além de peixes com mandíbulas do gênero Vernonaspis [en]. O ambiente era marinho marginal, influenciado por água salgada e doce, como uma laguna ou delta de rio. No condado de Oneida, onde R. vaningeni foi descoberto, também há Eurypterus remipes.
A formação Dô Son, onde R. dosonensis foi encontrado, raramente preserva fósseis, dificultando a datação. No membro inferior da formação, há peixes Bothriolepis e Vietnamaspis e plantas Colpodexylon e Lepidodendropsis, sugerindo idade Givetiano-Frasniano. O membro médio da formação, com euriptéridos, contém braquiópodes (Lingula), bivalves (Ptychoparia [en] e Modiolopsis) e restos de peixes.
Além de R. dosonensis, há fósseis fragmentados de Hughmilleria. Inicialmente, a formação foi considerada Givetiano-Frasniano, mas os depósitos com euriptéridos são agora datados como Siluriano Superior, devido à exclusividade de Rhinocarcinosoma nesse período, semelhança de peixes com os do Siluriano Superior e dados palinológicos.
Sem datação precisa, R. dosonensis e sua fauna são classificados como "Siluriano Superior". A sedimentologia sugere um delta de rio em ambiente semiárido.